# Shahjahanpur (huyện)
Huyện Shahjahanpur là một huyện thuộc bang Uttar Pradesh, Ấn Độ. Thủ phủ huyện Shahjahanpur đóng ở Shahjahanpur. Huyện Shahjahanpur có diện tích 4575 ki lô mét vuông. Đến thời điểm năm 2001, huyện Shahjahanpur có dân số 2549458 người.